# Heranen
Heranen är en sjö i kommunen Joensuu i landskapet Norra Karelen i Finland. Sjön ligger 130,5 meter över havet. Den är 11,9 meter djup. Arean är 68 hektar och strandlinjen är 6,69 kilometer lång. Sjön  ingår i Jänisjokis huvudavrinningsområde.   Den ligger omkring 37 kilometer öster om Joensuu och omkring 400 kilometer nordöst om Helsingfors. 